# Johannes Komnenos Asen

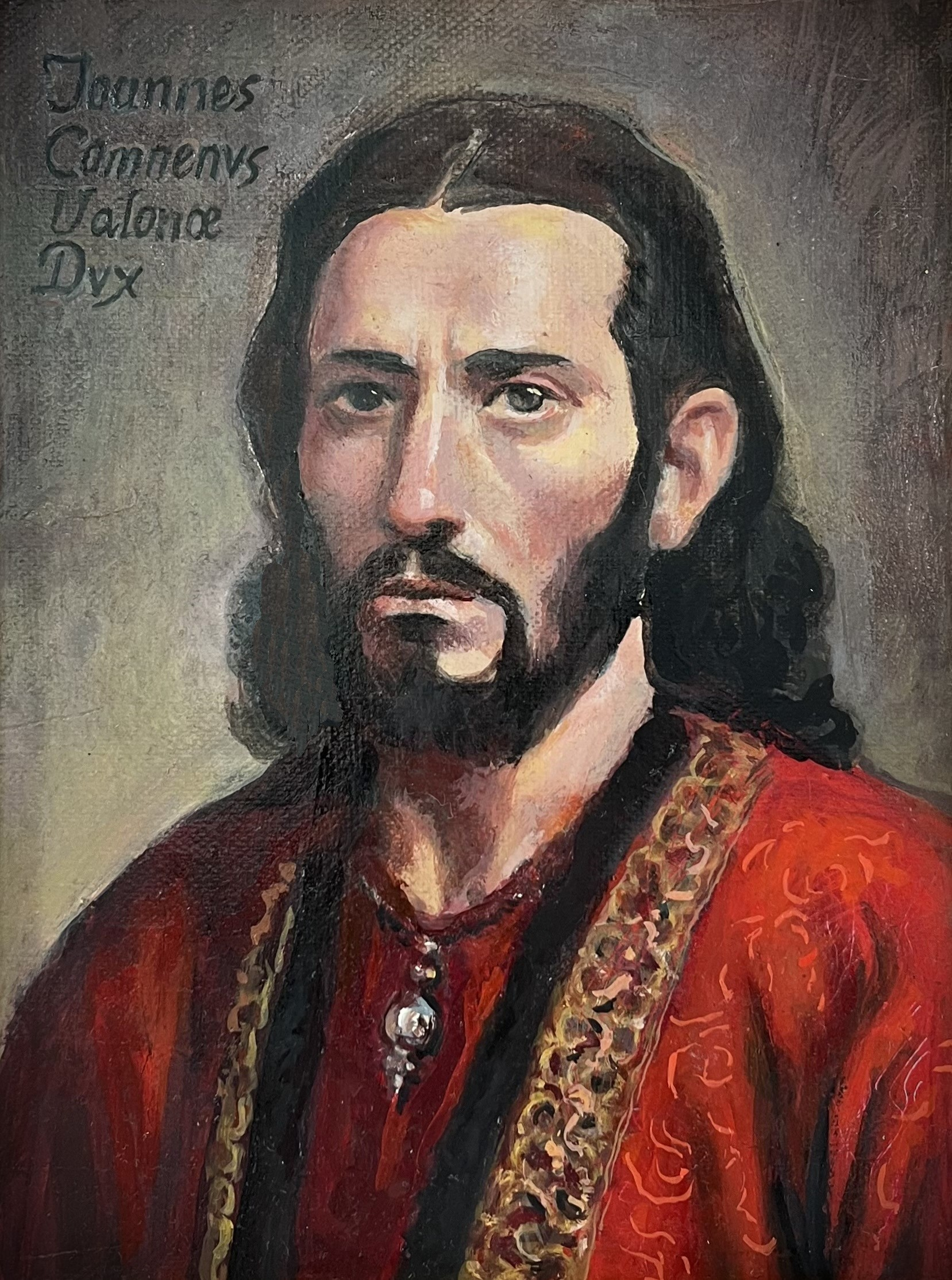
Johannes Komnenos Asen

Johannes Komnenos Asen (bulgarisch Йоан Комнин Асен, serbisch-kyrillisch Јован Комнин Асен, mittelgriechisch Ίωάννης Κομνηνός Ἀσάνης; † vor 12. Mai 1363) war von 1345 bis zu seinem Tod Herrscher von Valona, zunächst als serbischer Vasall und nach 1355 als autonomer Fürst.

## Leben
Johannes Asen entstammte der bulgarischen Boljarenfamilie Schischman, einer Nebenlinie des Hauses Assen. Er war ein Sohn des Despoten Strazimir von Kran und der Keraza Petriza und somit ein Neffe des Zaren Michael III. Schischman Assen († 1330). Sein Bruder Iwan Alexander bestieg 1331 den bulgarischen Zarenthron, seine Schwester Elena heiratete 1332 den serbischen König und späteren Zaren Stefan Uroš IV. Dušan. In dessen Dienste trat bald danach auch Johannes, der sich im aufstrebenden Reich der Nemanjiden möglicherweise bessere Karrierechancen versprach.
Nachdem Stefan Dušan bis 1346 das zuvor byzantinische Albanien (das frühere Thema Dyrrhachion) erobert hatte, verlieh er seinem Schwager Johannes die hohe Würde eines Despoten und übertrug ihm als Apanage die strategisch wichtige Hafenstadt Valona mit dem Hinterland um die starken Festungen Berat und Kanina. Unklar ist, ob Johannes’ Autorität als Stellvertreter des Zaren auf die befestigten Städte beschränkt war oder auch die albanischen Stämme der Region, vor allem die Muzaka, einbezog.
Johannes festigte die Kontrolle über seine neue Domäne, indem er sich als Erbe der Despoten von Epirus präsentierte. Er heiratete nach 1350 (in zweiter Ehe) Anna Palaiologina, die Witwe Giovannis II. Orsini († 1335), und nahm den Beinamen Komnenos an, der traditionell von den epirotischen Herrschern geführt wurde; seine Dokumente unterfertigte er in griechischer Sprache.
Im Zuge des Zerfalls des serbischen Großreichs nach Stefan Dušans Tod 1355 etablierte sich Johannes als unabhängiger Herr von Valona; 1358 löste er sich auch formell aus der serbischen Suzeränität. Er unterhielt gute Beziehungen zur Republik Venedig, deren Bürgerrecht er seit 1353 trug, und mit Simeon Uroš Palaiologos von Thessalien, der nach der Schlacht am Acheloos 1359 auch die Oberhoheit über Epirus innehatte. Unter Johannes’ Regierung kam Valona durch den blühenden Handel mit Venedig und der Republik Ragusa zu beträchtlichem Wohlstand.
Johannes Asen wird letztmals in einer venezianischen Handelsurkunde vom 30. Januar 1359 erwähnt. Er starb höchstwahrscheinlich an der Pest, die 1363 in Valona ausbrach. Die Herrschaft übernahm sein Sohn Alexander Komnenos Asen, der die engen Beziehungen zu Ragusa ausbaute. Er fiel 1371 in der Schlacht an der Mariza gegen die Osmanen. Eine Tochter Asens war mit dem albanischen Fürsten Balša II. verheiratet.